# Лестер Берд
Лестер Браянт Берд (англ. Lester Bird; 21 лютого 1938, Нью-Йорк, США — 9 серпня 2021) — політичний діяч Антигуа і Барбуди, другий прем'єр-міністр Антигуа і Барбуди з 1994 до 2004 року й відомий спортсмен. Був головою Лейбористської партії з 1971 до 1993 року, а потім став прем'єр-міністром, коли його батько Вере Берд, попередній прем'єр-міністр, подав у відставку.